# Serra da Raiz
Pour les articles homonymes, voir Serra et Raiz.
Serra da Raiz est une ville brésilienne du nord-est de l'État de la Paraíba.
Sa population était estimée à 3 130 habitants en 2007. La municipalité s'étend sur 29 km2.